# Fuzion Frenzy 2
Fuzion Frenzy 2 es la secuela de Fuzion Frenzy, la cual fue lanzada para la Xbox 360.

## Desarrollo
Originalmente, Fuzion Frenzy 2 fue rumoreado a estar en desarrollo para lanzarse en junio de 2004 por el desarrollador original del juego, Blitz Games. En el E3 también fue rumoreado pero jamás apareció. Dos años pasaron, y entonces, el 27 de julio de 2006, Microsoft Game Studios hizo un comunicado a la prensa declarando que Fuzion Frenzy 2 estaba en desarrollo por Hudson Soft, y sería lanzado el 16 de febrero de 2007.
- Datos: Q1475366